# Theodoro de Oliveira
Theodoro de Oliveira, mais conhecido com Theodoro, é um bairro  do distrito friburguense de Mury, na região serrana do estado do Rio de Janeiro, localizado na Zona Sul. 
Típico lugar serrano, o bairro é muitas vezes comparado as regiões da Suíça de onde os primeiros imigrantes vieram, por causa do clima frio, ameno e da neblina, que insiste em cobrir as casas e ruas enchendo de magia esse lugar.
É a porta de entrada do município para quem vem das cidades de Niterói e Rio de Janeiro. É uma localidade tipicamente rural e residencial, possuindo moradias de munícipes e veranistas. Existe um projeto de se erguer em Theodoro o portal turístico de Nova Friburgo, com centro de apoio para os turistas, estacionamento e mirante. Próximo a saída da cidade, existe um mirante, de onde se é possível ver a faixa litorânea da Baía de Guanabara, as cidades do Rio de Janeiro, Niterói, Cachoeiras de Macacu e toda a extensão de uma das belas serras do Brasil.
Possui pousadas que realizam passeios ecológicos.
O principal acesso ao bairro se dá pela RJ-116, também conhecida popularmente como Rodovia Niterói-Friburgo.
Theodoro de Oliveira possuiu entre 1873 e 1967, um dos maiores pátios ferroviários da Região Serrana, pertencente à Linha do Cantagalo da Estrada de Ferro Leopoldina. Situado em um ponto culminante, nele se encerrava o sistema de cremalheiras que auxiliava os trens nos trechos de subida e descida da serra e operava para abastecimento de vagões cargueiros e para embarque de passageiros em sua estação ferroviária. O pátio foi desativado em 1964 e abandonado após a supressão da linha férrea em 1967. No início dos anos 1970, suas instalações foram demolidas para darem lugar à atual retificação da rodovia RJ-116 (antiga Niterói-Friburgo). 